# 绿门 (格但斯克)
绿门（波蘭語：Brama Zielona）位于波兰格但斯克的长广场与摩特拉瓦河之间，是该市著名的名胜之一。
绿门连同金门、高地门沿着长街及长广场延伸，称为皇家之路。绿门建筑的灵感显然来自于安特卫普市政厅。它建于1568-1571年，为波兰君主的正式宫殿。建筑师是来自阿姆斯特丹的雷尼尔 ，反映了佛兰芒建筑在该市的影响。汉斯·克莱默可能参与了施工。1646年2月11-20日，未来的波兰王后玛丽·路易丝·冈萨加来此赴宴。18世纪后期，但泽自然学会曾设于此处，很快搬到博物学家大楼。 
今天，绿门设有国家博物馆，在此举办各种展览和会议。有一个房间是波兰前总统瓦文萨的办公室。